# Sous-direction de la Police judiciaire
La sous-direction de la Police judiciaire (SDPJ) est, au sein de la Gendarmerie nationale française, une composante majeure de la direction des opérations et de l'emploi (DOE) de la direction générale de la Gendarmerie nationale (DGGN).

## Composition de la SDPJ
- Le bureau de la police judiciaire (BPJ) - le bureau des affaires criminelles (BAC) - le bureau de la lutte anti-terroriste (BLAT) ;
- Quatre offices : l'office central de lutte contre la délinquance itinérante (OCLDI) - l'office central de lutte contre le travail illégal (OCLTI) - l'office central de lutte contre les atteintes à l'environnement et à la santé publique (OCLAESP) - et l'office central de lutte contre les crimes contre l'humanité, les génocides et les crimes de guerre (OCLCH) ;
- La SDPJ dispose également pour emploi de l'institut de recherche criminelle de la gendarmerie nationale (IRCGN) ainsi que du service central de renseignement criminel (SCRC), tous deux implantés à Pontoise au sein du pôle judiciaire de la Gendarmerie nationale (PJGN).

## Missions
- participer au sein du ministère de l'Intérieur et au côté du ministère de la Justice (DACG) à l'élaboration des textes législatifs et réglementaires en matière de police judiciaire ;
- définir dans son domaine de compétence les principes d'action et la doctrine d'emploi des unités de la Gendarmerie nationale ;
- animer le recueil, l'exploitation et la diffusion des informations opérationnelles ;
- suivre, appuyer, et coordonner, sur tout le territoire national et sans préjudice des prérogatives des différents échelons hiérarchiques, l'activité de police judiciaire des unités de la gendarmerie, dont :
  - au niveau national, les sections de recherches des gendarmeries spécialisées (gendarmerie des transports aériens, gendarmerie maritime, gendarmerie de l'armement et gendarmerie de l'air et de l'espace), et les cellules temporaires d'enquête créées à l'échelon central ;
  - aux niveaux zonal et régional, près de 40 sections de recherches (SR) de gendarmerie départementale, une douzaine de groupes d'observation et surveillance (GOS), des sections d'appui judiciaire (SAJ, ou GAJ pour un groupe d'appui judiciaire), et les groupes d'intervention régionaux (GIR ; 40 % sont commandés par un officier de gendarmerie) ;
  - aux niveaux départemental et local, près de 400 brigades de recherches (BR) et environ 100 brigades départementales de renseignements et d'investigations judiciaires (BDRIJ) qui agissent en complément des 4 000 brigades territoriales (BT) ou pelotons de gendarmerie.

Elle entretient des relations étroites avec la direction centrale de la Police judiciaire (DCPJ) de la police nationale, au sein de laquelle est placée une mission de liaison gendarmerie, ainsi qu'avec la sous-direction de l'anticipation opérationnelle (SDAO) de la DGGN quant à l'exercice de la mission de renseignement du BLAT.